# Vefsn
Vefsn est une kommune de Norvège. Elle est située dans le comté de Nordland.

## Localités
- Drevjemoen
- Drevvassbygda (66° 04′ 00″ N, 13° 24′ 00″ E)
- Elsfjord
- Granmoen
- Holandsvika
- Husvika (65° 50′ 00″ N, 12° 40′ 00″ E)
- Søfting (65° 55′ 00″ N, 13° 10′ 00″ E)